# کسدی کوک
کسدی کوک (انگلیسی: Kassidy Cook؛ زادهٔ ۹ مهٔ ۱۹۹۵) شیرجه‌رو زن اهل ایالات متحده آمریکا است.
وی در مسابقات کشوری و بین‌المللی در مجموع برندهٔ ۱ مدال نقره شده است.